# Jeux asiatiques d'hiver de 1990
Navigation
Édition précédente Édition suivante
Les Jeux asiatiques d'hiver de 1990 constituent la deuxième édition des Jeux asiatiques d'hiver, organisée du 9 mars 1990 au 14 mars 1990 à Sapporo, au Japon.